# Александер Камерон Ротерфорд
 Александер Камерон Ротерфорд (англ. Alexander Cameron Rutherford) (2 лютого 1857 біля Торонто — 11 червня 1941, Едмонтон, Альберта) — канадський адвокат, політичний діяч і 1-й прем'єр канадської провінції Альберта в 1905—1910 роках.
1881 року Ротерфорд скінчив Університет Макгілла з подвійним ступенем бакалавра (англ. Bachelor of Arts, Bachelor of Civil Law), і переїхав до західної Канади в 1886 році.
Ротерфорд програв вибори в Північно-Західних Територіях 1896 року, але виграв наступного разу в 1898 і отримав місце в Законодавчій палаті Північно-Західних Територій.
В 1905 році частину Північно-Західних Територій було виділено у окремо створені провінції Альберта та Саскачеван. Новий генерал-губернатор Альберти призначив Ротерфорда прем'єром Альберти.
Ротерфорд зазнав поразки у виборах до Законодавчої палати Альберти в провінційних виборах 1913 року.
Ротерфорд був адвокатом і канцлером Альбертського Університету до своєї смерті в 1941 році. У 1973 році дім Ротерфорда було переобладнано в музей.

## Вшанування пам'яті
- Бібліотека ім. Ротерфорда — Альбертський Університет
- Гори ім. Ротерфорда в Національному парку Джаспер.